# 154 a.C.

## Eventos
- Lúcio Postúmio Albino e Quinto Opímio, cônsules romanos. Albino é envenenado por sua esposa e Mânio Acílio Glabrião é nomeado cônsul sufecto no seu lugar.
- Terceiro e último ano da Terceira Guerra Ilírica na Dalmácia e Panônia.
- Segundo ano da Guerra Lusitana na Península Ibérica.

## Nascimentos
- Caio Graco - político romano